# Ernest Malinowski

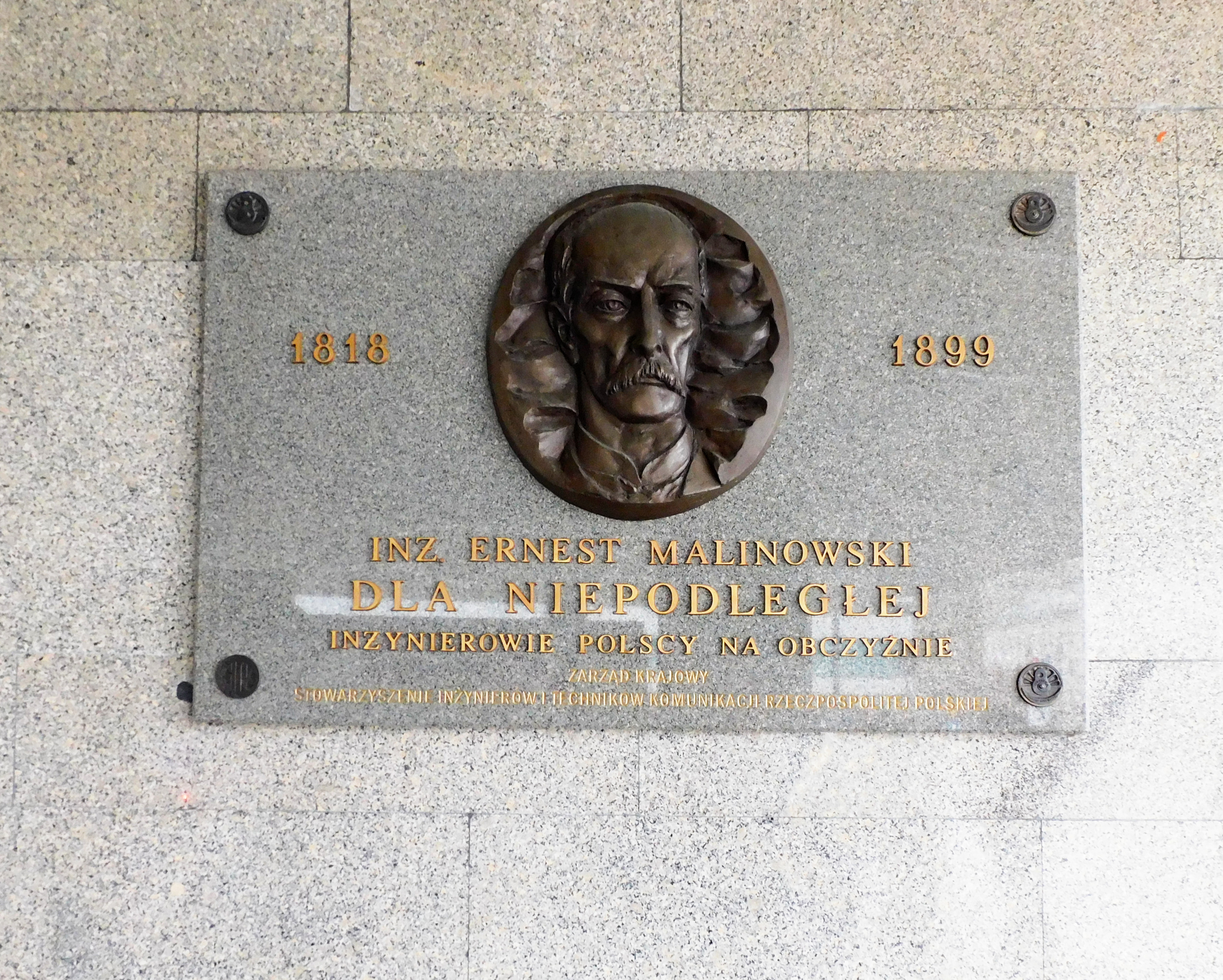
Tablica pamięci Ernesta Malinowskiego na zewnętrznej południowej ścianie dworca centralnego w Warszawie przy wyjściu na ul. E. Plater

Ernest Malinowski, właśc. Ernest Adam Stanisław Malinowski herbu Ślepowron (ur. 5 stycznia 1818 na Podolu; ochrzczony w Sewerynach (powiat Nowogród Wołyński), zm. 2 marca 1899 w Limie) – polski inżynier drogowy i kolejowy, bohater obrony Callao w 1866, budowniczy kolei w Peru i Ekwadorze, projektant i budowniczy Centralnej Kolei Transandyjskiej (Central Transandino), członek korespondent Towarzystwa Muzeum Narodowego Polskiego w Rapperswilu od 1890.

## Życiorys

### Okres polski (1818–1832)
Był synem Jakuba Malinowskiego herbu Ślepowron, bogatego szlachcica wołyńskiego, oficera armii Księstwa Warszawskiego i Anny Świejkowskiej, córki Leonarda Marcina, wojewody podolskiego.
W literaturze przedmiotu można spotkać różne daty i miejsca urodzin Ernesta Malinowskiego: 1815 Różyczno (pow. Płoskirów), 1808 Różyczna – dziś dzielnica miasta Chmielnicki, 1808 Wołyń; 5 lutego 1818. Na podstawie akt osobowych Malinowskiego przechowywanych we Francji za datę przyjścia na świat należy przyjąć 5 stycznia 1818. Różyczna na Podolu, która należała do Malinowskich przed powstaniem listopadowym, później została skonfiskowana przez rząd. Ernest ochrzczony został w kaplicy dworu w Sewerynach na Wołyniu jako Adam Stanisław Hipolit Ernest Nepomucen. Miał starszą siostrę Leontynę (zm. przed 1831), brata Rudolfa oraz młodszego Zygmunta.
W latach 1827–1831 uczęszczał do Liceum Krzemienieckiego.
Wokół zakresu uczestnictwa Ernesta Malinowskiego w powstaniu listopadowym narosło wiele kontrowersji. Najczęściej eksponuje się jego udział w nim jako żołnierza pułku Czwartaków, chociaż nie ma na to żadnych źródeł. W świetle najnowszych badań do marca 1831 uczył się w czwartej klasie nauczania początkowego Liceum Krzemienieckiego. Od tego czasu Ernest pozostawał przy matce i wraz z młodszym bratem oraz matką uciekł do Galicji, gdzie zastał go upadek powstania. Trzynastoletni Ernest nie brał udziału w walkach na terenie Królestwa Polskiego, natomiast jego brat Rudolf zaciągnął się w szeregi wojska polskiego. Ojciec Jakub czynił przygotowania do powstania na Podolu, a następnie został posłem sejmu powstańczego. Po upadku powstania ojciec znalazł się w Dreźnie, dokąd z Galicji przybył Ernest i Rudolf, natomiast matka Anna z synem Zygmuntem powróciła na Wołyń. Z Drezna Ernest wraz z ojcem i bratem udali się do Francji.

### Okres francusko-algierski (1832–1852)
Na emigracji kontynuował naukę w Lycée Louis-le-Grand w Paryżu. Studiował w École Polytechnique (1834–1836), od 1836 na École nationale des ponts et chaussées. W tym okresie używał imienia Adam (takie widnieje w dokumentacji szkół), później imię to zarzucił. Po ukończeniu studiów rozpoczął w 1838 pracę w ramach francuskiego Korpusu Inżynierów Dróg i Mostów. Od września 1838 do lutego 1839 jako inżynier pracował przy budowie kolei Paryż – Hawr na odcinku Paryż – Pontoise. W lutym 1839 został służbowo wysłany wraz z bratem Rudolfem do Algierii, gdzie dotarł w czerwcu tegoż roku. Pracował przy budowie dróg w prowincji Bône. Po kilku tygodniach został przeniesiony do Algieru, gdzie pracował przy budowie portu. W kwietniu 1840 powrócił do Paryża i został skierowany do departamentu Meuse. Do 1847 prowadził tam prace nad regulacją rzeki Mozy, na odcinku od Verdun do granicy z Belgią. Na wieść o wybuchu powstania w Krakowie przerwał pracę i w kwietniu 1848 wyjechał z Francji. Upadek powstania zastał go w Lipsku, najprawdopodobniej dłużej pozostał w Niemczech. Nie walczył w Badenii w czasie Wiosny Ludów. W styczniu 1849 powrócił do Paryża i zabiegał o pracę w Ministerstwie Robót Publicznych. W październiku tego roku podjął pracę inżyniera w departamencie Loir-et-Cher przy budowie dróg i usprawnianiu żeglugi na rzece Cher.
We wrześniu 1852 podpisał w Paryżu sześcioletni kontrakt na pracę w Peru na stanowisku inżyniera rządowego. Do jego obowiązków miało należeć opracowywanie projektów i nadzór nad wykonywaniem prac budowlano-melioracyjnych, wytyczanie dróg, konstruowanie mostów, kreślenie map topograficznych oraz kształcenie peruwiańskiej kadry technicznej.

### Okres południowoamerykański (1852–1899)

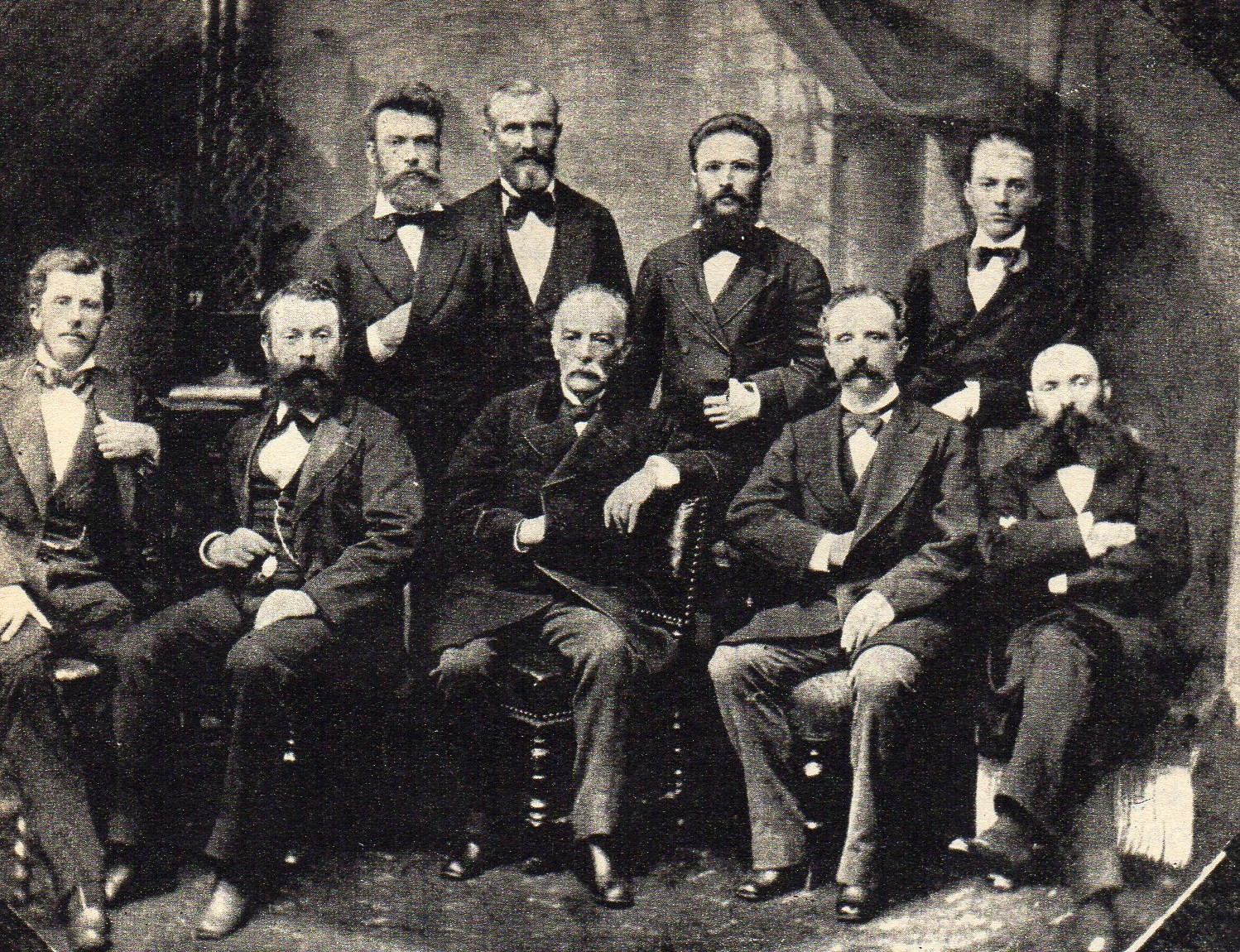
Ernest Malinowski (siedzi pośrodku) z grupą polskich inżynierów. Od lewej siedzą: Tadeusz Stryjeński, Władysław Folkierski (ojciec), Ernest Malinowski, Edward Jan Habich, Leonard Laskowski, a stoją: Ksawery Wakulski, Aleksander Babiński, Władysław Kluger (inżynier), Jan Sztolcman, Peru (1874)

27 października 1852 wraz z dwoma francuskimi inżynierami (Emil Chevalier i Charles Fraguette) wyruszył w podróż do Peru, gdzie dotarł 30 grudnia 1852. Po przybyciu do Limy wziął udział w tworzeniu nowej organizacji technicznej – Comisión Central de Ingenieros Civiles – oraz pierwszej peruwiańskiej szkoły technicznej – Escuela Central de Ingenieros Civiles. Szybko pojawiły się trudności w utrzymaniu oraz rozbudowie tej szkoły i Ernest Malinowski wycofał się ze współpracy w dziedzinie szkolnictwa. Następnie realizował kilka pomniejszych projektów budowlanych oraz drogowych. W 1856 wziął udział w pracach komisji opiniującej projekt rozbudowy i modernizacji Casa de Moneda w Limie, czyli mennicy państwowej. Ponadto opublikował krótkie studium na tematy monetarne i opracował wzorzec tzw. złotego etalonu, czyli zawartości kruszcu w monecie.
Zaprojektował (1858) i nadzorował brukowanie ulic i placów w Arequipie, w ramach kompleksowej odbudowy miasta po zniszczeniach wojennych. Nadzorował prace modernizacyjne kamiennego mostu Izacuchaca. Po powrocie do Limy w końcu 1858 przedłużył kontrakt z rządem peruwiańskim na kolejne trzy lata. W 1859 wraz z Mario Alleonem i Gerritem Backusem zaprojektował linię kolejową Pisco – Ica liczącą 74 km, zaś w 1864 ze Stephenem Crosby i D. N. Paddisonem linię kolejową z Chimbote do Huaraz długości prawie 277 km, na której pokonywano różnicę terenu ponad 3 tys. metrów. Ernest Malinowski od 1869 nadzorował budowę tej linii. Z powodu kłopotów finansowych projekt zrealizowano jedynie na odcinku 136 km.
Podczas konfliktu zbrojnego z Hiszpanią w 1866 Ernest Malinowski został powołany na stanowisko głównego inżyniera w porcie Callao koło Limy, gdzie wraz z Felipe Arancibą i José Cornelio Bordą przygotował projekt ufortyfikowania portu. Wziął udział w obronie portu, walcząc na wałach fortu Santa Rosa. W obronie portu zastosował wiele nowatorskich rozwiązań inżynieryjnych m.in. wielkokalibrowe działa, pochodzące z demobilu po amerykańskiej wojnie secesyjnej kazał wyposażyć w pancerze i umieścić na platformach kolejowych, by mogły łatwo zmieniać położenie. Zwiększało to znacząco mobilność artylerii oraz sprawiało na przeciwniku wrażenie, że obrona dysponuje większą liczbą dział niż w rzeczywistości. W uznaniu zasług otrzymał dyplom, medal oraz honorowe obywatelstwo Peru.
O połączeniu drogowym wybrzeża z wnętrzem Peru mówił już w 1825 Simon Bolivar. W 1853 Kongres uchwalił ustawę o budowie dróg i kolei, a w 1859 wydał dekret powołujący komisję mającą zbadać możliwość budowy kolei przez Andy. Ze względu na potrzebę realizowania innych inwestycji sprawę szlaku kolejowego odłożono. W 1868 Kongres wydał nowy dekret o budowie linii kolejowej Lima – La Oroya (10-kilometrowy odcinek łączący Limę z portem Callao działał już od roku 1851) i ogłosił przetarg dla wyłonienia najbardziej korzystnej oferty od strony finansowej i technicznej. W kilka dni po ogłoszeniu dekretu Henry Meiggs, przedsiębiorca amerykański uzyskał zgodę na przeprowadzenie wstępnych studiów linii kolejowej. Tenże prace powierzył Ernestowi Malinowskiemu, który dobrał sobie współpracowników. Po ośmiu miesiącach, 3 kwietnia 1869 oddał Henry’emu Meiggsowi szczegółowe sprawozdanie z przeprowadzonych studiów terenu i wstępną kalkulację kosztów budowy.

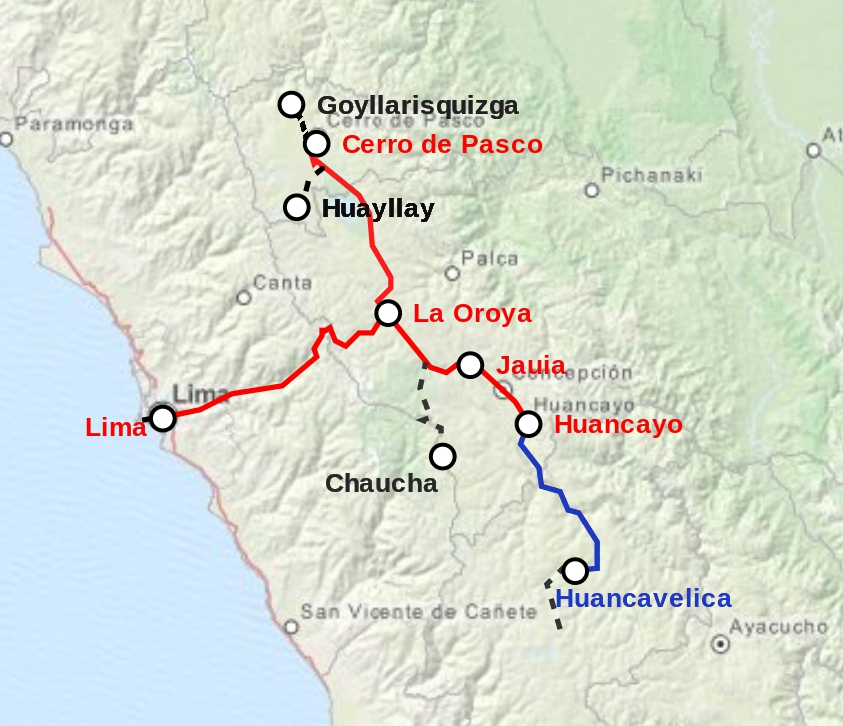
Centralna Kolej Transandyjska

Projekt przewidywał połączenie Limy z bogatym w minerały regionem Cerro de Pasco i żyzną doliną Jauja. W przyszłości istniała możliwość przedłużenia linii kolejowej wzdłuż doliny rzeki Chanchamayo ku leżącej za Andami Amazonii, dzięki czemu Peru uzyskałoby połączenie z Oceanem Atlantyckim. Umowę między firmą Meiggsa a rządem na budowę kolei transandyjskiej (Central Transandino) podpisano 23 grudnia 1869 r. W punkcie pierwszym tej umowy na wykonawcę robót na odcinku Lima – La Oroya wyznaczono Ernesta Malinowskiego. Budowa miała trwać sześć lat, a koszt inwestycji obliczono na 27 600 000 soli (ok. 22 miliony dolarów). Całość miał sfinansować rząd peruwiański, przy czym Henry Meiggs miał z własnych funduszy płacić inżynierom i robotnikom oraz z rąk prywatnych wykupić grunty leżące na trasie budowanej kolei, rząd zobowiązał się przekazać grunty państwowe i zwrócić zainwestowane pieniądze oprocentowanymi bonami.
Prace rozpoczęto uroczystym wmurowaniem kamienia węgielnego 1 stycznia 1870 w Limie. Prace wykonawcze rozpoczęto 20 stycznia tegoż roku. Początkowo przebiegały one sprawnie, gdyż linie prowadzono dobrze zagospodarowaną doliną rzeki Rímac. Od 54 kilometra, w rejonie położonej na wysokości 860 m n.p.m. stacji Chosica, budowa wkroczyła w teren górski. Po czterech latach pracy w wyjątkowo trudnych warunkach klimatycznych i terenowych, prowadzono kolej trawersując zboczami gór, budując półki skalne, wykuwając 63 tunele łącznej długości ponad 6000 m i budując szereg mostów. Wśród nich wybudowano jeden z największych ówcześnie na świecie wysokości 77 m i 175 m długości (tzw. wiadukt Verrugas). W kwestii ilości wzniesionych mostów są duże rozbieżności. W opracowaniach biograficznych wymienia się liczbę 30 mostów zbudowanych przez Malinowskiego. Watt Stewart, biograf Henry’ego Meiggsa, podał liczbę 61 obiektów łącznej długości 1832 m. Ernest Malinowski we własnoręcznie wykonanym kosztorysie przewidywał 45 mostów, w tym 3 duże. Urzędowy opis kolei z 1918 wymienia 23 mosty mające ponad 50 stóp długości. Na budowie pracowało przeszło 10 tys. robotników. Byli wśród nich Chilijczycy, peruwiańscy Indianie z Andów, chińscy kulisi, emigranci z Włoch, a nawet czarnoskórzy pracownicy. Malinowski dbał, by mieli godziwe warunki pracy i dostawali płace wedle umowy.
Linia kolejowa wnosiła się na wysokość prawie 5000 m n.p.m., stając się ewenementem ówczesnej techniki, m.in. dzięki zastosowaniu 10 sekcji "zygzaków" (nawrotów), na których zmienia się kierunek jazdy pociągu. O kolei tej, a szczególnie o znajdujących się na jej trasie mostach i tunelach, pisały wszystkie ważniejsze czasopisma techniczne na świecie, zaś Ernest Malinowski zyskał sławę wybitnego inżyniera. Ernest Malinowski osobiście nadzorował roboty, sprowadzał materiały i tabor kolejowy, na bieżąco prowadził księgowość i korespondował z dostawcami, także zagranicznymi. "Był dosłownie wszędzie. Na linach kazał się opuszczać w dna przepaści, by badać wytrzymałość gruntów w miejscach posadowienia filarów mostowych; jak alpinista wspinał się na niedostępne stoki gór, by na miejscu rozwiązywać szczegółowe problemy techniczne i kierować robotami. Nocował pod namiotem w szczytowych partiach gór, gdzie temperatura nad ranem spada do -14 °C, a przedpołudniowe upały osiągały 26 °C. Razem z robotnikami znosił burze śnieżne i palące promienie słońca".
W 1874 nastąpił w Peru krach finansowy i państwo zawiesiło dotacje na budowę kolei. Przedsiębiorstwo Meiggsa kontynuowało budowę z własnych funduszy. Również Ernest Malinowski dołożył się do finansowania dalszych prac. Za pieniądze amerykańskiego przedsiębiorcy i Ernesta Malinowskiego przebito pozostałe tunele, zakończono montaż mostów i usypano nasypy pod tory do samej Oroi. Dzięki tym pracom kolej transandyjska wspięła się na wysokość 4817,8 m n.p.m., osiągając w miejscowości zwanej La Cima najwyższy punkt kolejowy świata (do roku 2005, gdy wyżej położony odcinek linii kolejowej powstał w Tybecie). W tym czasie Ernest Malinowski nie pobierał wynagrodzenia. Pierwszy odcinek linii kolejowej na odcinku Callao – Chicla, 141 km, oddano do użytku w maju 1878.
W trakcie wojny pomiędzy Peru a Chile trwającej w latach 1879–1881 Ernest Malinowski na przełomie 1879/1880 opuścił Peru i przybył do sąsiedniego Ekwadoru. Pracował przy budowie linii kolejowej Guayaquil – Quito, gdzie nadzorował prace na odcinku „Chimbo” i „Sibambe”, które wiodły wśród wysokich szczytów gór Kordyliery Zachodniej.
Będąc w Ekwadorze publikował w miejscowej i zagranicznej (nowojorski "Herald") prasie artykuły o wojnie w Peru. Ściągał do Ekwadoru peruwiańskich współpracowników i pomagał peruwiańskim emigrantom w znalezieniu pracy.
Do Peru powrócił w 1886 i został zatrudniony przy budowie i remoncie kolei, w tym na linii Callao – Oroya. W 1887 Ernest Malinowski wraz z Władysławem Folkierskim i Ksawerym Wakulskim zajął się sprawą budowy kolei Tarma – La Merced. Sprawozdanie przeznaczone dla Ministerstwa Robót Publicznych Peru zawierało rozważania techniczne i finansowe budowy.
W 1890 r. przeszedł do pracy w utworzonej kompanii „Peruvian Corporation”, zdominowanej przez kapitał brytyjski, która przejęła koleje budowane za państwowe pieniądze w ramach spłaty długów zaciągniętych na początku lat siedemdziesiątych. W tym roku wznowiono prace przy układaniu szyn na torowiskach przygotowanych wcześniej przez Ernesta Malinowskiego, doprowadzając w styczniu 1893 r. linię kolejową do miasta La Oroya. Została oddana do użytku tzw. główna trasa kolei transandyjskiej.
Przebywając w Ekwadorze Ernest Malinowski został jednym z członów założycieli Club Nacional, instytucji utworzonej w 1884 r. w Limie przez ludzi wpływowych i zamożnych. Po powrocie do Limy brał udział w cotygodniowych zebraniach. Od maja 1886 był aktywnym członkiem Towarzystw Dobroczynności (Sociedad de Beneficiencia Pública), gdzie zajmował się sprawami finansowymi i pełnił funkcję inspektora z ramienia tej instytucji, a także nadzorował budowę szpitala Dos de Mayo. Był członkiem założycielem Sociedad Geográfica de Lima powołanego w roku 1888. W ramach działalności towarzystwa Ernest Malinowski uczestniczył w opracowaniu planów topograficznych i map, które posłużyły do wytyczenia granicy między Peru, Ekwadorem i Brazylią. Przyczynił się do wydania kilkutomowego dzieła geografa i biologa Antonio Raimondiego El Peru. Ernest Malinowski ofiarował szereg książek powstającej bibliotece przy Towarzystwie Geograficznym oraz uniwersytetowi San Marcos w Limie i tamtejszej Escuela de Ingenieros Civiles y de Minas. Od 14 sierpnia 1889 do 26 czerwca 1890 r. na czas nieobecności dyrektora tej ostatniej uczelni, Edwarda Habicha, był jego zastępcą. Ze względu na szczególne osiągnięcia w pracy zawodowej został wybrany na prezesa Instituto Técnico Industrial w Limie, ale z powodów zdrowotnych zrzekł się tej funkcji.
Można spotkać opinie o powołaniu w 1888 Ernesta Malinowskiego na stanowisko profesora Katedry Topografii i wyborze w 1889, po Władysławie Folkierskim, dziekanem wydziału matematyczno-przyrodniczego uniwersytetu w Limie. Inni podają objęcie przez Ernesta Malinowskiego w 1888 katedry matematyki na uniwersytecie w Limie i wybranie go w 1889 na dziekana wydziału matematyczno-przyrodniczego. Przy obecnym stanie badań trudno odnieść się do tych informacji.
Opublikował La moneda enel Péru (Lima 1856) i Ferrocaril Central-Transandino (Lima 1869). Pełniący funkcję dyrektora Escuel de Ingenieros Civiles y de Minas napisał kilka artykułów do wydawanego przez uczelnię czasopisma „Boletin de Minas”. Ernest Malinowski doskonale znał w mowie i piśmie – oprócz języka polskiego i rosyjskiego – język angielski, francuski i hiszpański, był obeznany z literaturą klasyczną, jak i współczesną tych trzech języków.
W Limie zajmował apartament w eleganckim hotelu przy Portal de Botoneros 52 (dziś nieistniejący). Prowadził otwarty dom, zatrudniał francuskiego kucharza, podejmował śniadaniami i obiadami peruwiańskich dygnitarzy, zagranicznych dyplomatów, naukowców i dziennikarzy. Urządzał krótkie wycieczki koleją dla dyplomatów i fachowców z różnych krajów. Nigdy się nie ożenił, chociaż był obiektem zainteresowań wielu kobiet. W świetle ówczesnych opinii uchodził za osobę inteligentną, elegancką, ozdobę salonów, ale też za nieśmiałego i nieco smutnego.
Przyczynił się do zatrudnienia w Peru polskich inżynierów m.in. Edwarda Habicha, Aleksandra Miecznikowskiego, Władysława Folkierskiego, Władysława Klugera, Ksawerego Wakulskiego, Aleksandra Babińskiego. Pomagał polskim biologom i podróżnikom np. Konstantemu Jelskiemu, Józefowi Siemiradzkiemu.
Zmarł na atak serca 2 marca 1899 o godzinie 3:30 rano w swoim apartamencie hotelowym w Limie. Pochowany został z honorami należnymi bohaterowi narodowemu 3 marca na cmentarzu „Presbitero Maestro”, wśród grobów wieloosobowych, lecz w następnym roku na życzenie prezydenckiej rodziny Prado przeniesiono zwłoki w miejsce grobów pojedynczych. Grób zdobi skromny, marmurowy obelisk. Śmierć Ernesta Malinowskiego odnotowały wszystkie ważniejsze czasopisma i gazety Peru, czasopisma francuskie i polskie. Później jako budowniczy kolei transandyjskiej odszedł w zapomnienie, w przeciwieństwie do osoby, która ją finansowała – Amerykanina Henry’ego Meiggsa. Obecnie jednak zarówno w Polsce jak i Peru przywraca mu się należne miejsce w historii.

## Pamięć o Malinowskim

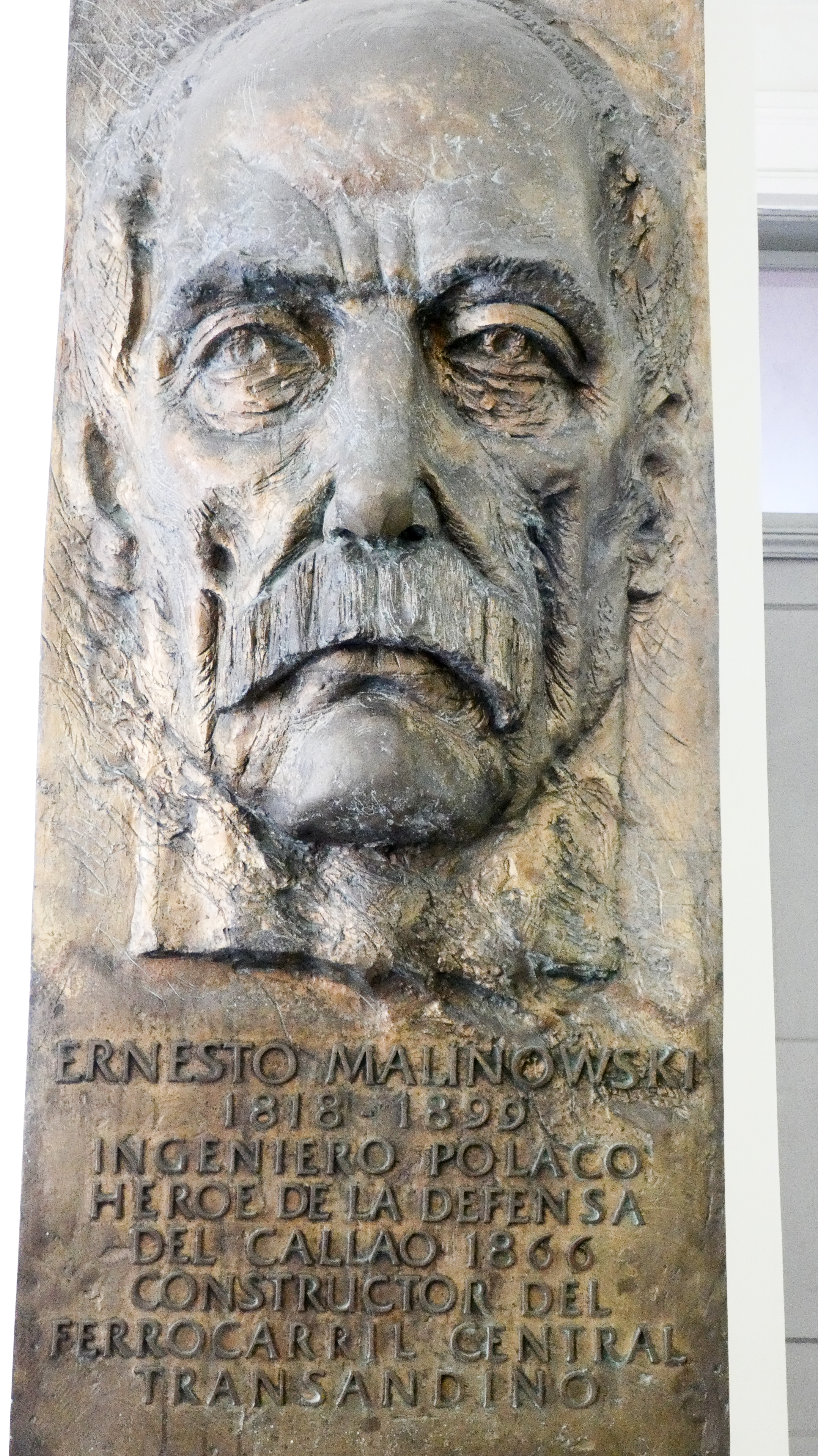
Płaskorzeźba ku czci Ernesta Malinowskiego na stacji Desamparados, Lima, Peru

Podobizna Ernesta Malinowskiego jeszcze za jego życia została umieszczona na płaskorzeźbie pomnika upamiętniającego zwycięską bitwę w porcie Callao. Dla upamiętnienia tego wydarzenia w 1878 na obecnym placu Limy „Plaza Dos de Mayo” stanęła wysoka kolumna zwieńczona alegoryczną postacią bogini zwycięstwa Nike. Kolumna osadzona jest na ozdobnym cokole, wokół którego rozmieszczono płaskorzeźby przedstawiające epizody z bitwy i tablicę z nazwiskami tych, którzy zginęli. Na jednej z płaskorzeźb przedstawiono Ernesta Malinowskiego, który podaje José Gálvezowi, ministrowi wojny, plany fortyfikacji portu.
W 1876 włoski przyrodnik Antonio Raimondi, pracujący w Peru, nadał nazwę malinowskitu jednej z odmian minerału tetraedrytu.
W Museo Historico Militar „Fortaleza del Real Felipe” na starym obrazie widnieje podobizna Ernesta Malinowskiego obok podobizn innych dowódców i ważniejszych osobistości biorących udział w bitwie. W tymże muzeum postać Ernesta Malinowskiego znajduje się na obrazie El General Prado y 24 de los Jefes que tomaron parte en el combate del Callao el 2 de Mayo de 1866, ofiarowanym przez „Memoria Prado”, Lima 1962.
Powieść dla młodzieży o życiu głównie Ernesta Malinowskiego, ale także i innych Polaków w 2 połowie XIX w. na tle historii, przyrody i folkloru Peru – Bolesław Mrówczyński, Droga wśród skał. Opowieść peruwiańska, Wydawnictwo „Śląsk”, Katowice 1963, s. 340, wydanie drugie: tamże 1968.
3 marca 1979 z okazji 80. rocznicy śmierci Ernesta Malinowskiego odsłonięto tablicę pamiątkową na dworcu kolei transandyjskiej „Desamparados” w Limie upamiętniającą twórcę tej linii kolejowej.
W 1979 Roman Dobrzański z Telewizji Polskiej nakręcił film dokumentalny o Erneście Malinowskim pt. „Orły i kondory”.
Z okazji 130. rocznicy bitwy pod Callao w 1996 odsłonięto w fortecy „Real Felipe” w Callao (obecnie muzeum) tablicę pamiątkową sławiącą zasługi Ernesta Malinowskiego oraz medalion z podobizną polskiego inżyniera autorstwa rzeźbiarki Teresy Brzóskiewicz.
Z okazji setnej rocznicy śmierci Ernesta Malinowskiego w 1999 Narodowy Bank Polski w ramach serii „Polscy podróżnicy i badacze” wydał monetę obiegową 2 zł projektu Ewy Tyc-Karpińskiej. Rewers monety: Popiersie Ernesta Malinowskiego. Z prawej strony wizerunku napis: 1818 / 1899, poniżej wizerunku ukośny napis: ERNEST MALINOWSKI TWÓRCA KOLEI TRANSANDYJSKIEJ PERU. Wielkość emisji: 420 000 sztuk. Równolegle wydano srebrną monetę średnicy 32 mm i wadze 14,14 gr o nominale 10 zł w nakładzie 18 000 sztuk. Na rewersie umieszczono popiersie Ernesta Malinowskiego i wizerunek pociągu oraz mostów nad górskimi wąwozami, na awersie globus z konturami Ameryki Północnej i Południowej oraz oznaczeniem położenia Peru. W tym samym roku kolekcjonerską monetę o nominale 1 sola upamiętniającą Malinowskiego wyemitowało także Peru.
W 1999 Poczta Polska wprowadziła do obiegu znaczek pocztowy o nominale 1 zł projektu Jacek Konarzewskiego. Znaczek przedstawia Ernesta Malinowskiego na tle pociągu przejeżdżającego wiadukt Verrugas. Znaczek wydano w nakładzie 800 tys. w ramach serii „Polacy na świecie”. W 2018 r.z okazji dwusetnej rocznicy urodzin Malinowskiego w nakładzie 120 tys. sztuk ukazał się kolejny upamiętniający go polski znaczek pocztowy, którego nominał wynosił 5,20 złotych.
Również w 1999 na przełęczy Ticlio, najwyższym punkcie Kolei Transandyjskiej, stanął pomnik projektu rzeźbiarza, prof. Gustawa Zemły. Siedmiometrowy monument wykonany w Polsce ze strzegomskiego granitu nawiązuje surowością stylu do budowli indiańskich i jest zwieńczony kołem z odlaną z brązu podobizną Ernesta Malinowskiego. Poniżej godła polskiego i peruwiańskiego umieszczono dwujęzyczny napis „Ernest Malinowski 1818–1899. Inżynier polski, patriota peruwiański, bohater obrony Callao 1866, budowniczy Centralnej Kolei Transandyjskiej”.
W 1999 odlano także z brązu popiersie Ernesta Malinowskiego, które ustawiono w holu limeńskiego dworca „Desemparados”. Dworzec Estacion Desamparados w Limie, z którego odjeżdża kolej, jest od dłuższego czasu remontowany i nie można go zwiedzać. Wyjątkiem są dni odjazdu turystycznego pociągu. Służy wtedy normalnie jako stacja początkowa w podróży do Huancayo.
Z okazji narodowego święta wyzwolenia Peru, po długiej przerwie spowodowanej m.in. obawą przed atakami terrorystycznymi „Świetlistego Szlaku”, 27 lipca 2003 kolej jednorazowo odbyła kurs z pasażerami z całego świata, w tym z trójką Polaków.
Obecnie (2007) kolej jeździ okazjonalnie prowadząc od jednego do trzech składów w miesiącu. Pociągi są turystyczne i przejeżdżają całą 346-kilometrową trasę z Limy do Huancayo. Jest to impreza weekendowa. Można również zamówić indywidualny przejazd składem ciągniętym historyczną lokomotywą parową o numerze 206.
Szlak jest też wykorzystywany codziennie, lecz już nie na całej swojej długości jako trasa dla pociągów towarowych.

## Upamiętnienie Ernesta Malinowskiego

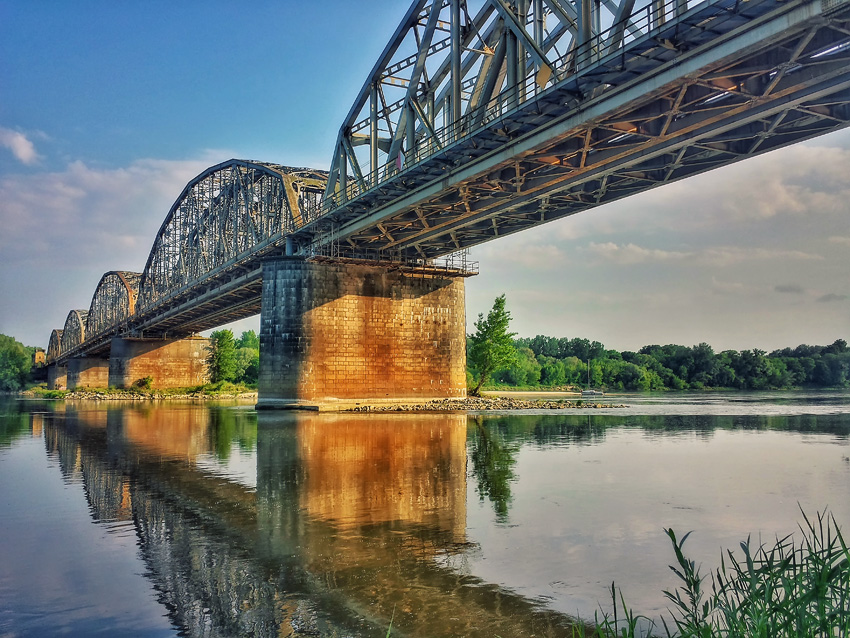
Most kolejowy im. Ernesta Malinowskiego w Toruniu

Jego imię noszą rozmaite obiekty oświatowe i techniczne, stowarzyszenia m.in.:
- Od stycznia 2017 Zespół Szkół Budowlano-Energetycznych w Ostrowie Wielkopolskim.
- Ulica w Warszawie, w dzielnicy Ursynów, biegnąca między ulicami Dereniową a Ciszewskiego.
- Od 1988 do 2003 jego imię nosił Zespół Szkół Zawodowych Polskich Kolei Państwowych w Białymstoku-Starosielcach (od 1 września 2003 przekształcony w Zespół Szkół Ponadgimnazjalnych Nr 2).
- Od 1999 most kolejowy w Toruniu na linii Poznań – Inowrocław – Toruń – Jabłonowo Pomorskie – Iława – Olsztyn – Korsze – Skandawa. Most liczy 997 m, wybudowany został w 1873.
- Od grudnia 2015 pociąg TLK spółki PKP Intercity, relacji Warszawa – Kraków/Zakopane/Krynica-Zdrój. Wcześniej był to jeden z pociągów InterREGIO, kursujący na trasie Zakopane/Kraków – Warszawa. Poprzednio, do grudnia 2009, imię to nosił pociąg ekspresowy PKP Intercity, kursujący na trasie Krynica-Zdrój/Kraków – Warszawa[22].
- 9 czerwca 2016 imię Ernesta Malinowskiego Freightliner PL nadał lokomotywie E6ACTd-101[23].
- Nagroda za najciekawszy wyrób i innowację techniczną stosowaną w kolejnictwie, prezentowaną na Międzynarodowych Targach Kolejowych Trako. Nagrodą jest statuetka, będąca repliką pomnika Ernesta Malinowskiego, który odsłonięto w Peru w 1999 w najwyższym punkcie trasy kolei transandyjskiej.
- Klub Zainteresowań „Kolejnictwo” Polskiego Związku Filatelistów, zrzeszający filatelistów zainteresowanych tematyką transportu szynowego.